# براندز هاتش

المسار

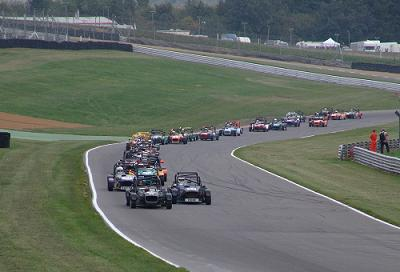
الحلبة

براندز هاتش هي حلبة لرياضة المحركات الآلية تقع في إنجلترا. استضافت 12 نسخة من جائزة بريطانيا الكبرى بين عامي 1964 و1986. تستضيف الآن عدة سباقات بريطانية وعالمية. وصف متسابق الفورمولا 1 النمساوي غيرهارد بيرغر هذه الحلبة بأنها «أفضل حلبة في العالم». استضافت الحلبة بطولة العالم لسيارات السياحة والألعاب البارالمبية الصيفية في 2012.

## أعلام
- هنري سورتيس
- برايان ماغواير
- شاين سامرز